# Colli del Tronto
Colli del Tronto es una localidad y comune italiana de la provincia de Ascoli Piceno, región de las Marcas, con 3485 habitantes.

## Evolución demográfica
| Gráfica de evolución demográfica de Colli del Tronto entre 1861 y 2001 |
|                                                                        |
| Fuente ISTAT - elaboración gráfica de Wikipedia                        |